# Seminarul de drept european din Urbino
Seminarul de drept european din Urbino este un seminar de vară, organizat anual, încă din 1959, de către Centrul de Studii juridice europene din Urbino. Cursurile, desfășurate în cadrul Facultății de Drept a Universității din Urbino sunt susținute in limbile franceză, italiană și engleză de către profesori provenind din numeroase țări europene și acoperă subiecte de actualitate de drept internațional privat, de drept european, de drept comparat, precum și de drept italian. 
Prezența la seminar atrage după sine acordarea unui certificat, iar promovarea examenelor organizate în cadrul seminarului conduce, după caz, la obținerea unei diplome de drept comparat, a unei diplome de studii europene, a unei diplome de studii aprofundate de drept european sau a Diplomei de studii europene aprofundate a Facultății de Drept a Universității din Urbino.

## Istoric
Seminarul de drept european din Urbino a fost inaugurat pe 24 august 1959 de către  Henri Batiffol, Phocion Francescakis, Alessandro Migliazza, Francesco Capotorti, Enrico Paleari si  Germain Bruillard. Până  în 2004, seminarul a fost ținut sub auspiciile lui Cino et Simone Del Duca. Din 2009, profesorii–cercetători din cadrul Centrului de Studii juridice europene din Urbino, reuniți în cadrul Grupului Galileo, beneficiază de finanțare din partea programului de cooperare științifică franco-italian Galileo.

## Corpul profesoral
Încă de la crearea sa, cursurile seminarului au fost ținute într-o proporție importantă de către profesori éce au fost de asemenea invitați ai Academiei de Drept internațional de la Haga : Riccardo Monaco (Haga 1949, 1960, 1968, 1977), Piero Ziccardi (1958, 1976), Henri Batiffol (1959, 1967, 1973), Yvon Loussouarn (1959, 1973), Mario Giuliano (1960, 1968, 1977), Phocion Francescakis (1964), Fritz Schwind (1966, 1984), Ignaz Seidl-Hohenveldern (1968, 1986), Edoardo Vitta (1969, 1979), Alessandro Migliazza (1972), René Rodière (1972), Georges Droz (1974, 1991, 1999), Pierre Gothot (1981), Erik Jayme (1982, 1995, 2000), Bernard Audit (1984, 2003), Michel Pélichet (1987), Pierre Bourel (1989), Pierre Mayer (1989, 2007), Tito Ballarino (1990), Hélène Gaudemet-Tallon (1991, 2005), Alegría Borrás (1994, 2005), Francesco Capotorti (1995), Bertrand Ancel (1995), Giorgio Sacerdoti (1997), José Carlos Fernández Rozas (2001), Horatia Muir Watt (2004), Andrea Bonomi (2007), Dário Moura Vicente (2008), Mathias Audit (2012), Christian Kohler (2012), Étienne Pataut (2013).